# Elaphria proleuca
Elaphria proleuca là một loài bướm đêm trong họ Noctuidae.